# S86 (Polen)
De S86 is een snelweg in het zuiden van Polen. De weg vormt de verbinding tussen Sosnowiec en Katowice. De weg vormt op het zuidelijkste puntje een kruispunt met de DK79, de weg van Warschau naar Bytom. Op het noordelijkste punt sluit de weg onder meer aan op de DK94. 

## Geschiedenis
De weg is tussen 1978 en 1986 aangelegd.

## Verkeersintensiteit
| Plaats    | Aantal in 2010 |
| --------- | -------------- |
| Sosnowiec | 104.000        |

A1 · A2 · A4 · A6 · A8 · A18 · A50
S1 · S2 · S3 · S5 · S6 · S7 · S8 · S10 · S11 · S12 · S14 · S16 · S17 · S19 · S22 · S50 · S51 · S52 · S61 · S74 · S79 · S86